# 數位遊戲王
《數位遊戲王》（GameKing）是中國電視公司的電玩資訊節目，數位遊戲整合行銷製作，2002年12月14日23:50於中視無線台首播，每週六晚間（週日凌晨）00:00～01:00播放。2010年3月27日在中視播出最後一集，2010年4月3日轉移至東森綜合台原時段播出，在東森綜合台僅播出一季，2010年6月26日停播。為台灣電視史上第二長壽的電玩節目，僅次於《電玩快打》。

## 歷屆主持人
- 第一任主持人：渟渟(郭婷婷)(2002/12/14~2004/12/12)
- 第二任主持人：小豫兒(李佳豫)（2005/01/01~2008/12/27）
- 第三任主持人：瑤瑤(郭書瑤)（2009/01/03～2009/08/29）[4]
- 第四任主持人：小百(安百婷)&GK美少女(助理主持群)（2009/09/05至停播）

## 製播單元
1. TV Game強強滾：介紹TV Game以及掌上型遊戲為主。後期節目拿掉單元名稱，直接介紹遊戲。
2. 線上遊戲總動員：介紹Online Game以及遊戲攻略。
3. PC Game召集令：介紹PC單人遊戲。後續節目拿掉單元名稱，直接介紹遊戲。
4. 清涼遊戲特輯：介紹美少女成人遊戲、清涼遊戲特輯。
5. 麻辣最速報：
6. ITEMALL遊戲財經新聞：內容多有線上遊戲虛擬寶物相關知識、網路詐騙案等多樣的內容。
7. 數位遊戲學園：內容大多以出人意表的類戲劇為主，同時也會講解關於電腦相關的資訊。
8. 電玩美少女：主要以掌上型遊戲機為主，後續延伸成家用主機遊戲。
9. GK新聞台：以過場的方式介紹遊戲最新資訊。
10. ACG武士山：介紹動畫以及相關資訊。
11. 小遊戲大家玩：介紹有趣的網頁遊戲及臉書遊戲。
12. 手機遊戲補給站：介紹手機遊戲。